# Bernhard Fehr

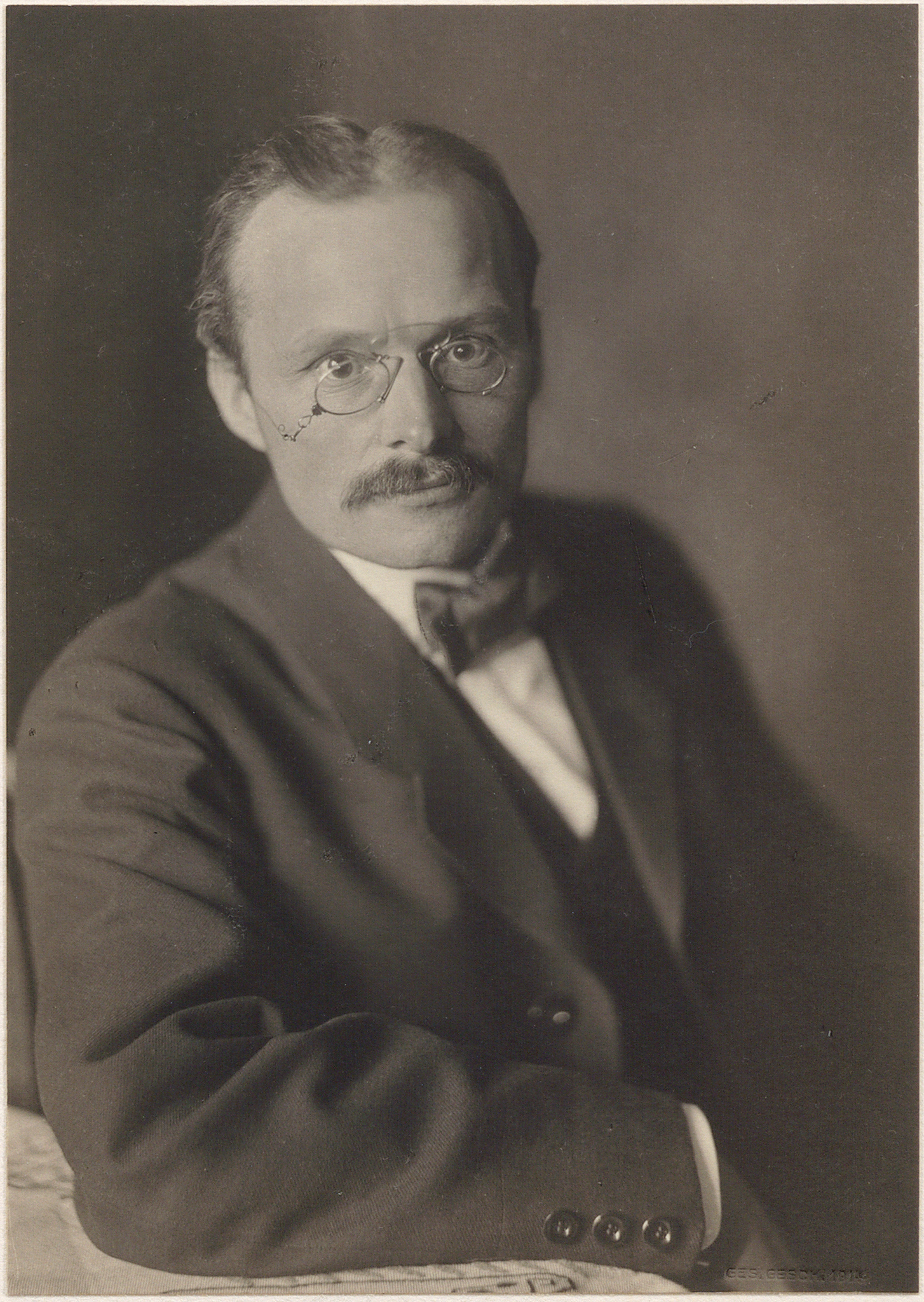
Bernhard Fehr

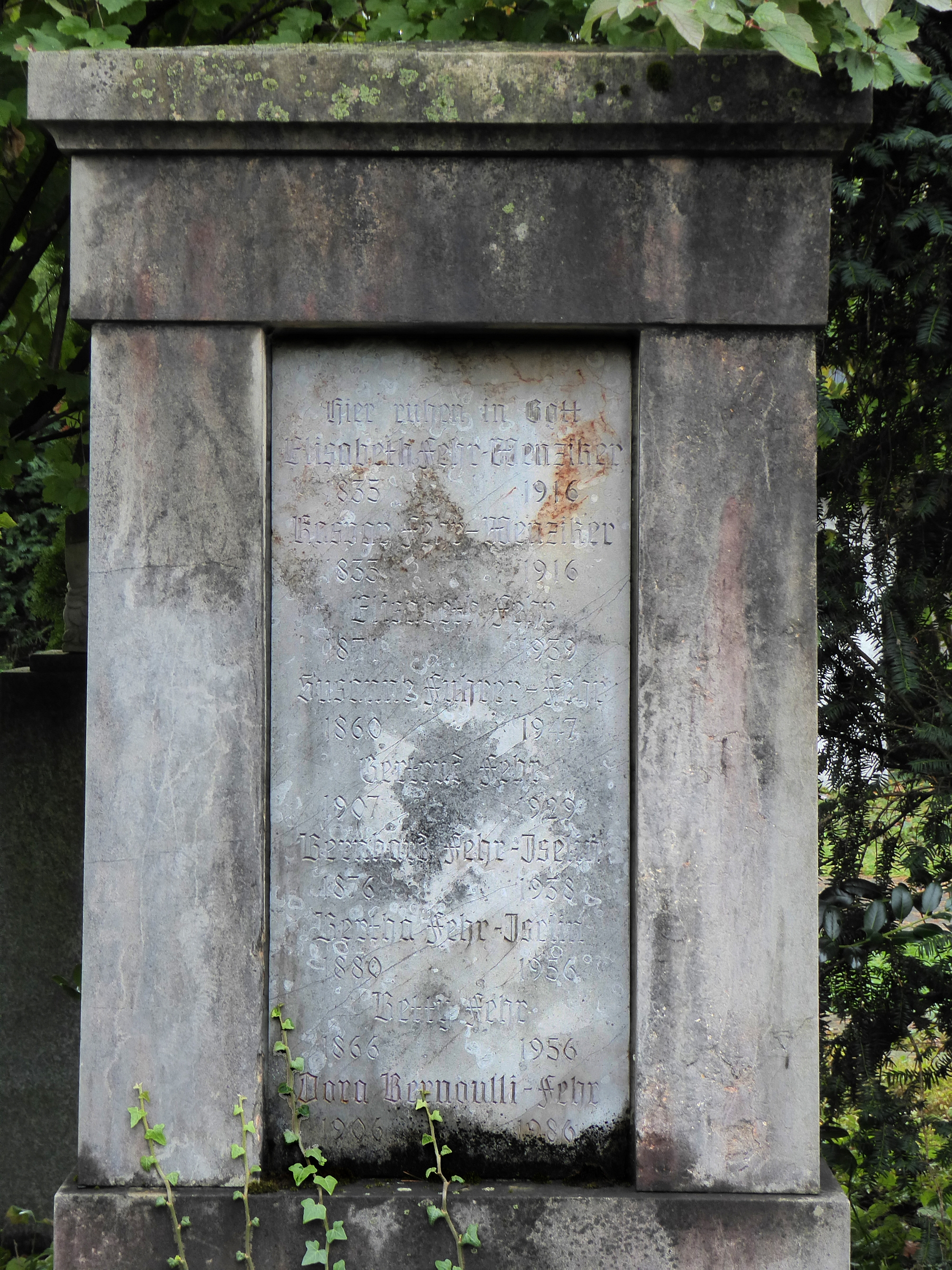
Grab auf dem Friedhof Wolfgottesacker, Basel

Bernhard Fehr (* 18. Februar 1876 in Basel; † 30. Mai 1938 in Zürich) war ein Schweizer Anglist.

## Leben
Fehr studierte in Basel und Genf Anglistik und promovierte 1900. Im Jahr 1909 habilitierte er für englische Philologie in Zürich. Während seiner Studienzeit war er von 1899 bis 1904 Lehrer in England, danach war er von 1904 bis 1915 Professor für englische Sprache und Literatur an der Handelshochschule St. Gallen. Von 1915 bis 1917 war er Professor für englische Philologie an der Technischen Universität Dresden und von 1918 bis 1919 an Universität Strassburg. Als Professor war er von 1919 bis 1922 erneut an der Handelshochschule St. Gallen tätig, anschliessend arbeitete er bis zu seinem Tod 1938 an der Universität Zürich.
1927 wurde Fehr zum korrespondierenden Mitglied der Göttinger Akademie der Wissenschaften gewählt. Sein Nachlass befindet sich in der Zentralbibliothek Zürich.